# Liste der Kulturdenkmäler in Rülzheim
In der Liste der Kulturdenkmäler in Rülzheim sind alle Kulturdenkmäler der rheinland-pfälzischen Ortsgemeinde Rülzheim aufgeführt. Grundlage ist die Denkmalliste des Landes Rheinland-Pfalz (Stand: 26. Juni 2023).

## Denkmalzonen
| Bezeichnung                                         | Lage                                                             | Baujahr                 | Beschreibung | Bild                           |
| --------------------------------------------------- | ---------------------------------------------------------------- | ----------------------- | --- | ------------------------------ |
| Denkmalzone Mittlere Ortsstraße und Neue Landstraße | Mittlere Ortsstraße 65–70, Neue Landstraße 13 Lage               | 18. und 19. Jahrhundert | teilweise außergewöhnlich große Wohnhäuser und Hofanlagen an der Straßenkreuzung, meist Fachwerk des 18. oder frühen 19. Jahrhunderts sowie einige Massivbauten der ersten Hälfte und der Mitte des 19. Jahrhunderts | Fotos hochladen                |
| Denkmalzone Jüdischer Friedhof                      | westlich des Ortes an der L 493; Flur Über dem Weyherer Weg Lage | 1826                    | 1826 angelegt, etwa 420 Grabsteine erhalten | weitere Bilder Fotos hochladen |

## Einzeldenkmäler
| Bezeichnung                           | Lage                                                         | Baujahr                            | Beschreibung | Bild                           |
| ------------------------------------- | ------------------------------------------------------------ | ---------------------------------- | --- | ------------------------------ |
| Pfarrhaus                             | Am Deutschordensplatz 2 Lage                                 | 1755                               | ehemaliges Pfarrhaus; Walmdachbau, 5 zu 3 Achsen, bezeichnet 1755                                                                                        | Fotos hochladen                |
| Katholische Pfarrkirche St. Mauritius | Am Deutschordensplatz 11 Lage                                | ab 1498                            | Saalbau von 1767, 1824 verlängert, Westturm 1845, auf spätgotischem Unterbau, 1498; Sandsteinkruzifix auf barockem Sockel, bezeichnet 1882               | weitere Bilder Fotos hochladen |
| Gemeinde- und Wachhaus                | Am Deutschordensplatz, zu Nr. 14 Lage                        | erste Hälfte des 19. Jahrhunderts  | Nebengebäude des ehemaligen Gemeindehauses (Wache etc.); langgestreckter, eingeschossiger Massivbau, dreibogige Laube, erste Hälfte des 19. Jahrhunderts | Fotos hochladen                |
| Wohnhaus                              | Am Deutschordensplatz 15 Lage                                | 1791                               | stattliches Fachwerkhaus, Krüppelwalmdach, bezeichnet 1791–1803 (?)                                                                                      | Fotos hochladen                |
| Schlachthaus                          | Bachgasse 39 Lage                                            | 1843                               | ehemaliges jüdisches Schlachthaus; eingeschossiger Walmdachbau, Rotsandsteinquader, bezeichnet 1843                                                      | Fotos hochladen                |
| Bahnhof Rülzheim                      | Bahnhofstraße 6 Lage                                         |                                    | ehemaliges Bahnhofsgebäude; von Spätklassizismus und Neurenaissance geprägter Ziegelbau, dreigeschossiger Turm                                           | weitere Bilder Fotos hochladen |
| Braun’sches Stift                     | Eisenbahnstraße 9 Lage                                       | 1846                               | stattlicher Krüppelwalmdachbau, bezeichnet 1846 | BW                             |
| Wegekreuz                             | Germersheimer Straße Lage                                    | 1865                               | Wegekreuz; Kruzifix mit eisernem Korpus, bezeichnet 1865                                                                                                 | BW                             |
| Mannpforte                            | Hintere Grabengasse, zu Nr. 5 Lage                           | 1586                               | Mannpforte, bezeichnet 1586 und 1755 | BW                             |
| Synagoge                              | Kuntzengasse 3–5 Lage                                        | 1832                               | ehemalige Synagoge, 1832 | weitere Bilder Fotos hochladen |
| Wohnhaus                              | Kuntzengasse 6/7 Lage                                        | 1747                               | eingeschossiges Fachwerkhaus mit Kniestock, bezeichnet 1747                                                                                              | Fotos hochladen                |
| Wohnhaus                              | Mittlere Ortsstraße 80 Lage                                  | spätes 18. Jahrhundert             | stattliches Fachwerkhaus, teilweise massiv, spätes 18. Jahrhundert                                                                                       | Fotos hochladen                |
| Wohnhaus                              | Mittlere Ortsstraße 81 Lage                                  | 1767                               | eingeschossiges Fachwerkhaus mit Kniestock, bezeichnet 1767                                                                                              | Fotos hochladen                |
| Wohnhaus                              | Mittlere Ortsstraße 105 Lage                                 | 1725                               | stattliches Fachwerkhaus, teilweise massiv, bezeichnet 1725, Querbau nur wenig jünger                                                                    | Fotos hochladen                |
| Wohnhaus                              | Mittlere Ortsstraße 108 Lage                                 | zweite Hälfte des 18. Jahrhunderts | Fachwerkhaus, teilweise massiv, zweite Hälfte des 18. Jahrhunderts                                                                                       | Fotos hochladen                |
| Wohnhaus                              | Mittlere Ortsstraße 116 Lage                                 | um 1800                            | stattliches Fachwerkhaus, teilweise massiv, um 1800; zwei Sandsteintorpfosten, bezeichnet 1828                                                           | Fotos hochladen                |
| Wohnhaus                              | Mittlere Ortsstraße 129 Lage                                 | 1785                               | Fachwerkhaus, teilweise massiv, Krüppelwalmdach, bezeichnet 1785                                                                                         | Fotos hochladen                |
| Friedhofskreuz                        | Rheinzaberner Straße, auf dem Friedhof Lage                  | zweite Hälfte des 19. Jahrhunderts | Friedhofskreuz, weißer Sandstein, wohl aus der zweiten Hälfte des 19. Jahrhunderts                                                                       | BW                             |
| Wegekreuz                             | nordwestlich des Ortes an der L 493; Flur Im Steingebiß Lage | 1871                               | Wegekreuz; Kruzifix mit eisernem Korpus, bezeichnet 1871                                                                                                 | Fotos hochladen                |
| Untermühle                            | östlich des Ortes und nördlich der L 493 Lage                |                                    | offensichtlich älterer Baubestand | BW                             |
| Wegekreuz                             | östlich des Ortes an der L 493; Flur Heide Lage              | 1880                               | Wegekreuz; Kruzifix mit eisernem Korpus, bezeichnet 1880                                                                                                 | BW                             |
| Dieterskirchel                        | südlich des Ortes nahe der L 540 Lage                        | um 1960                            | an die Wallfahrtskirche von Ronchamp erinnernder Neubau, um 1960; in der Außenwand Steinplatte des Vorgängers, bezeichnet 1517 (?)                       | weitere Bilder Fotos hochladen |
| Wegekreuz                             | südlich des Ortes beim Dieterskirchel Lage                   | 1777                               | barockes Sandsteinkruzifix, bezeichnet 1777 | BW                             |

## Ehemalige Kulturdenkmäler
| Bezeichnung | Lage               | Baujahr                            | Beschreibung | Bild |
| ----------- | ------------------ | ---------------------------------- | --- | ---- |
| Wohnhaus    | Hoppelgasse 8 Lage | zweite Hälfte des 18. Jahrhunderts | Fachwerkhaus, zweite Hälfte des 18. Jahrhunderts; Hoftor mit hölzerner Überdachung, bezeichnet 1908; aus Denkmalliste gelöscht und abgebrochen | BW   |